# Equazioni di Navier-Stokes mediate
Le equazioni di Navier-Stokes mediate, alle quali spesso ci si riferisce come RANS o Reynolds Averaged Navier-Stokes equations (anche se in realtà la media è di Favre), sono equazioni di Navier-Stokes dove le grandezze risultano non più istantanee, ma mediate in un certo periodo di tempo, sufficientemente piccolo rispetto ai fenomeni che si vogliono seguire, sufficientemente grande rispetto ai disturbi della turbolenza.
Per molte applicazioni pratiche, la sola conoscenza delle grandezze medie può essere sufficiente per la soluzione del problema. Questo approccio consente una notevole riduzione dei tempi di calcolo, poiché le scale del moto medio sono molto più grandi di quelle delle fluttuazioni turbolente. In effetti un moto turbolento può essere considerato come la sovrapposizione di un moto medio e di un moto fluttuante nel tempo.

## Media nel tempo
{\displaystyle {\overline {s}}\left({\vec {x}},t\right)={\frac {1}{\Delta t}}\int _{t}^{t+\Delta t}s\left({\vec {x}},t\right)dt}
{\displaystyle s\left({\vec {x}},t\right)={\overline {s}}\left({\vec {x}},t\right)+s'\left({\vec {x}},t\right)}
{\displaystyle {\overline {s'}}\left({\vec {x}},t\right)={\frac {1}{\Delta t}}\int _{t}^{t+\Delta t}s'\left({\vec {x}},t\right)dt=0}

## Media di Favre
{\displaystyle {{\overline {\rho }}\left({\vec {x}},t\right)}{\tilde {s}}\left({\vec {x}},t\right)={\overline {\rho \left({\vec {x}},t\right){s}\left({\vec {x}},t\right)}}={\frac {1}{\Delta t}}\int _{t}^{t+\Delta t}\rho \left({\vec {x}},t\right)s\left({\vec {x}},t\right)dt}
{\displaystyle s\left({\vec {x}},t\right)={\tilde {s}}\left({\vec {x}},t\right)+s''\left({\vec {x}},t\right)}
{\displaystyle {\overline {\rho \left({\vec {x}},t\right){s''}\left({\vec {x}},t\right)}}={\frac {1}{\Delta t}}\int _{t}^{t+\Delta t}\rho \left({\vec {x}},t\right)s''\left({\vec {x}},t\right)dt=0}

## Modellazione degli sforzi di Reynolds
{\displaystyle -{\overline {\rho u''_{i}u''_{j}}}=\mu _{T}\left({\frac {\partial {\tilde {u}}_{i}}{\partial x_{j}}}+{\frac {\partial {\tilde {u}}_{j}}{\partial x_{i}}}\right)-{\overline {\rho }}{\tilde {k}}\delta {ij}}